# Jere (Nigeria)
Jere es una localidad del estado de Borno, en Nigeria. Tiene una población, estimada en marzo de 2016, de 293 800 habitantes.
Se encuentra ubicada al noreste del país, cerca de la frontera con: Camerún, Chad y Níger.